# Ettore Tosi
Ettore Tosi (ur. 17 listopada 1976 w Mormanno) − włoski aktor, reżyser i producent gejowskich filmów pornograficznych, także model erotyczny.

## Życiorys
Urodził się w Mormanno, w południowej części Włoch. W 1999 został zatrudniony jako asystent produkcji dystrybuowanej przez Lucas Kazan Productions Summoner (1999). Szybko jednak sam trafił przed kamerę i został gwiazdą owej wytwórni, występując w produkcjach Lucasa Kazana: Hotel Italia (1999), Across the Ocean (2000) i American Holidays (2001). Media pornograficzne nadały mu przydomek: „Niebieskooka bestia seksu”.
Jego zdjęcia były prezentowane w kalendarzach i na okładkach, w tym „Hot Male Review” (jesień / zima 1999), „Manshots” (w lipcu 2000), „Gay Italia” (w listopadzie 2000), „Advocate Men” (w kwietniu 2001), Adam Gay Video „XXX Showcase Vol. 8 # 10” i „Babilonia” (w sierpniu 2000).
Wyreżyserował takie filmy jak Droga do Neapolu (The Road to Naples, 2000), Maspalomas (2002), Mykonos: LKP Casting 03 (2003), Sexcursions (2008) i Sexcursions 05 (2009) oraz serię filmów dla LucasKazan.com.
Jego produkcja Lucas Kazan Productions Love and Lust (2005) zdobyła nagrodę do 12. edycji Hard Choice Awards w kategorii „Najlepsza wideografia”, nominację do Grabby Award w kategorii „Najlepsze zagraniczne wideo” oraz GayVN Award w dwóch kategoriach - „Najlepsza zagraniczna realizacja” i „Najlepsza wideografia”.
W lipcu 2015 zajął dwunaste miejsce w rankingu „Najseksowniejsza gejowska gwiazda porno” (Los actores porno gay mas sexys listado 8), ogłoszonym przez hiszpański portal 20minutos.es.
W 2017 był nominowany do Grabby Award w kategorii „Najlepszy reżyser” produkcji Lucas Kuzan Strangers & Lovers (2016).
W 2018 otrzymał nominację do nagród: GayVN Award w kategorii „Najlepszy reżyser” za produkcję Lucas Kazan/Pulse Of Boys and Men (2017) oraz Grabby Award w kategorii „Najlepszy reżyser wszystkiego seksu”.

## Nagrody i nominacje
| Rok  | Nagroda                   | Kategoria                                   | Film                           | Rezultat  |
| ---- | ------------------------- | ------------------------------------------- | ------------------------------ | --------- |
| 2003 | GayVN Award               | Najlepsze wideo solo                        | Maspalomas (2002)              | Nominacja |
| 2004 | GayVN Award               | Najlepszy Pro-Am Video                      | Mykonos: LKP Casting 03 (2003) | Wygrana   |
| 2009 | GayVN Award               | Najlepszy Pro-Am Video                      | Sexcursions (2008)             | Nominacja |
| 2014 | XBIZ Award                | Gejowski reżyser roku                       | –                              | Nominacja |
| 2015 | XBIZ Award                | Gejowski reżyser roku                       | –                              | Nominacja |
| 2016 | XBIZ Award                | Gejowski reżyser roku                       | –                              | Nominacja |
| 2017 | Hustlaball Award (Berlin) | Najlepszy reżyser                           | –                              | Nominacja |
| 2017 | PinkX Gay Video Award     | Najlepszy reżyser                           | The Spanish Conexxxion (2016)  | Nominacja |
| 2017 | Grabby Award              | Najlepszy reżyser                           | Strangers & Lovers (2016)      | Nominacja |
| 2018 | GayVN Award               | Najlepszy reżyser                           | Of Boys and Men (2017)         | Nominacja |
| 2018 | PinkX Gay Video Award     | Najlepszy reżyser                           | Of Boys and Men (2017)         | Nominacja |
| 2018 | Grabby Award              | Najlepszy reżyser                           | Addicted (2017)                | Nominacja |
| 2019 | Grabby Award              | Najlepszy reżyser                           | Addicted (2017)                | Nominacja |
| 2019 | GayVN Award               | Najlepszy reżyser filmu niepełnometrażowego | Addicted (2017)                | Nominacja |
| 2019 | GayVN Award               | Najlepszy reżyser filmu pełnometrażowego    | Loved Fucked (2018)            | Nominacja |
| 2019 | Pink Gay Video Award      | Najlepszy reżyser                           | Loved Fucked (2018)            | Nominacja |
| 2020 | GayVN Award               | Najlepszy reżyser filmu pełnometrażowego    | It Happened in Ibiza (2019)    | Nominacja |
| 2020 | GayVN Award               | Najlepszy film pełnometrażowy               | It Happened in Ibiza (2019)    | Nominacja |
| 2020 | Grabby Award              | Najlepszy reżyser                           | It Happened in Ibiza (2019)    | Nominacja |
| 2020 | Grabby Award              | Najlepszy film                              | It Happened in Ibiza (2019)    | Nominacja |
| 2021 | GayVN Award               | Najlepszy reżyser filmu nie-fabularnego     | Dear Friend (2020)             | Nominacja |